# La Sauzière-Saint-Jean
La Sauzière-Saint-Jean is een gemeente in het Franse departement Tarn (regio Occitanie) en telt 214 inwoners (2004). De plaats maakt deel uit van het arrondissement Albi.

## Geografie
De oppervlakte van La Sauzière-Saint-Jean bedraagt 16,1 km², de bevolkingsdichtheid is 13,3 inwoners per km².
De plaats ligt ongeveer 40 kilometer ten westen van Albi.
De onderstaande kaart toont de ligging van La Sauzière-Saint-Jean met de belangrijkste infrastructuur en aangrenzende gemeenten.

## Demografie
Onderstaande figuur toont het verloop van het inwonertal (bron: INSEE-tellingen).